# Riitta Immonen
Riitta Immonen, née le 13 mai 1918 à Ilomantsi et morte le 24 août 2008 à Helsinki, est une artiste finlandaise de la mode et une entrepreneuse, surtout connue comme cofondatrice de la société finlandaise Marimekko.

## Biographie
Née le 13 mai 1918 à Ilomantsi, Riitta Immonen suit une formation de couturière. Souhaitant devenir styliste de mode, elle quitte l'école secondaire avant d'obtenir son diplôme et, en 1937, se rend à Helsinki, où elle étudie la couture et le dessin de patrons dans une école de métiers.
Créatrice de vêtements autodidacte, elle ouvre sa première boutique de design à Helsinki pendant la Seconde Guerre mondiale en 1942, qui connaît un succès malgré les pénuries des années qui suivent.
Elle épouse en 1944 Viljo Immonen, un musicien. Divorcée en 1952, elle épouse en 1956 Runar Dickstrom, qui meurt en 1979.
En 1951 avec Armi Ratia, elle crée Marimekko afin de vendre des tissus fabriqués par l'entreprise textile finlandaise Printex. En 1956 elle démissionne de sa participation de 49 % dans Marimekko pour se concentrer sur son propre salon, produisant des uniformes professionnels à production limitée (à partir de 1955), la couture (jusqu'en 1975), et la ligne de prêt-à-porter Riitta Immonen Sport (jusqu'en 1985).
Elle est connue pour ses tenues uniques, ses clients célèbres et sa rubrique questions-réponses qu'elle écrit pour le magazine de mode finlandais Eeva dans les années 1950 et 1960.
En 1987-1990, elle dessine encore des tenues uniques pour une entreprise nommée Atelierika. En 2008, Immonen fait l'objet d'une exposition au Finnish Design Museum.
Elle meurt le 24 août 2008 à Helsinki.